# کاهو (هنرپیشه)
کاهو (انگلیسی: Kaho؛ زادهٔ ۳۰ ژوئن ۱۹۹۱) هنرپیشه و مانکن اهل ژاپن است.